# Ricardo Graça
Ricardo Queiroz de Alencastro Graça, noto semplicemente come Ricardo Graça (Rio de Janeiro, 16 febbraio 1997), è un calciatore brasiliano, difensore del Júbilo Iwata.

## Caratteristiche tecniche
È un difensore centrale.

## Statistiche

### Presenze e reti nei club
Statistiche aggiornate al 27 marzo 2018.
| Stagione        | Squadra         | Campionato      | Campionato | Campionato | Coppe nazionali | Coppe nazionali | Coppe nazionali | Coppe continentali | Coppe continentali | Coppe continentali | Altre coppe | Altre coppe | Altre coppe | Totale | Totale |
| Stagione        | Squadra         | Comp            | Pres       | Reti       | Comp            | Pres            | Reti            | Comp               | Pres               | Reti               | Comp        | Pres        | Reti        | Pres   | Reti   |
| --------------- | --------------- | --------------- | ---------- | ---------- | --------------- | --------------- | --------------- | ------------------ | ------------------ | ------------------ | ----------- | ----------- | ----------- | ------ | ------ |
| 2018            | Vasco da Gama   | A+A1/RJ         | 0+5        | 0          | CB              | 0               | 0               | CL                 | 4                  | 0                  | -           | -           | -           | 9      | 0      |
| Totale carriera | Totale carriera | Totale carriera | 5          | 0          |                 | 0               | 0               |                    | 4                  | 0                  |             | -           | -           | 9      | 0      |

## Palmarès

### Nazionale
- Oro olimpico: 1

Tokyo 2020

### Individuale
- Squadra della J2 League: 1

2023